# Camino inglés
Le Camino inglés (galicien : Camiño inglés ou « chemin anglais » en français) est un itinéraire du pèlerinage de Saint-Jacques-de-Compostelle traditionnellement utilisé par les pèlerins des Îles Britanniques et d'autres pèlerins arrivant d'Europe du Nord par voie maritime aux ports de La Corogne et Ferrol.

## Histoire
L'histoire de cet itinéraire commence au XIIe siècle: en 1147, une compagnie de croisés anglais, allemands et flamands est venue visiter le tombeau de saint Jacques. Plusieurs années plus tard, Nicolás Bergsson, un moine islandais, a fait un pèlerinage de l'Islande à Rome via Saint-Jacques-de-Compostelle et a laissé une description de son voyage (qui a duré environ cinq ans, de 1154 à 1159). Les pèlerins anglais ont continué à arriver à Saint-Jacques-de-Compostelle par voie maritime et le Camino inglés jusqu'au XVIe siècle quand le roi Henri VIII a causé le schisme de l'Église d'Angleterre avec Rome et la Réforme anglaise. En conséquence, le Camino inglés a été pratiquement oublié jusqu'à ces dernières années. En 2018, 14 150 pèlerins ont pris cet itinéraire (4,32% de tous les pèlerins, selon le Bureau d'Accueil des Pèlerins de la Cathédrale de Saint-Jacques-de-Compostelle).
Pour obtenir la Compostela, le certificat officiel de pèlerinage terminé, une distance minimale de 100 km est requise. Ainsi, Ferrol était le seul point de départ possible pour ceux qui souhaitaient obtenir la Compostela, mais depuis décembre 2016, la cathédrale de Saint-Jacques-de-Compostelle a accepté d'accorder la Compostela à ceux qui partent de La Corogne, sous certaines conditions: ils doivent effectuer un pèlerinage certifié de 25 km dans leur pays d'origine,.

## Itineraire
Il y a deux itinéraires possibles: de Ferrol (112,5 kilomètres jusqu'à Saint-Jacques-de-Compostelle) et de La Corogne (73 kilomètres jusqu'à Saint-Jacques-de-Compostelle).

### Route de Ferrol
- Ferrol
- Neda
- Pontedeume
- Miño
- Betanzos
- Hospital de Bruma
- Sigüeiro
- Saint-Jacques-de-Compostelle

### Route de La Corogne
- La Corogne
- Hospital de Bruma
- Sigüeiro
- Saint-Jacques-de-Compostelle